# Blackmail Is My Life
Blackmail Is My Life (originaltitel: Kyokatsu koso Waga Jinsei) är en japansk film från 1968 i regi av Kinji Fukasaku.

## Handling
En liten grupp på fyra personer arbetar som professionella utpressare, men när de en dag försöker utpressa yakuzan tar de vatten över huvudet.

## Rollista (i urval)
- Hiroki Matsukata
- Tomomi Sato
- Yôko Mihara
- Tetsurō Tamba
- Bin Amatsu